# Drie-Morenkerk
De Drie-Morenkerk is een kerkgebouw in Gutschoven in de Belgische gemeente Heers in de provincie Limburg. De kerk ligt aan de Nieuwe Steenweg en de Wijngaardstraat en wordt omgeven door een ommuurd kerkhof.
De kerk is de parochiekerk van het dorp en is gewijd aan de Heilige Drie Moren.

## Opbouw
Het bakstenen gebouw bestaat uit een vierkante voorstaande westtoren met twee geledingen, een eenbeukig schip met vier traveeën met een driezijdige koorsluiting, een driezijdige doopkapel tegen de zuidzijde van de toren en een sacristie op de oostzijde van het koorsluiting. De kerk is opgetrokken met een plint van silex, getoogde vensters met een hardstenen omlijsting voorzien van negblokken in regelmatig verband en een blinde koorsluiting met hoekbanden van mergelsteen in een onregelmatig verband. Ze wordt gedekt door een zadeldak met leien. Binnen heeft het gebouw een vlakke zoldering en twee gekorniste kroonlijsten, waarvan de onderste wordt gedragen door licht uitspringende pilasters.
De toren is opgetrokken in silex met hoekbanden van een ander soort hardsteen en heeft smeedijzeren ankers. Oorspronkelijk was de toren gesloten, maar heeft tegenwoordig een neoromaans rondboogportaal in natuursteen met daarboven een dito oculus en een dito drielicht. De bovenste geleding van recentere datum heeft in iedere gevel twee rondboogvormige galmgaten met een omlijsting in natuursteen. De toren wordt gedekt door een ingesnoerde naaldspits met leien. De sacristie heeft een rechthoekige deur en twee rechthoekige getraliede vensters, allen met een hardstenen omlijsting.

## Geschiedenis
In ongeveer de 13e eeuw werd er hier een romaanse kerk gebouwd, waarvan de huidige toren nog rest.
In 1741 werd de huidige kerk gebouwd in opdracht van het kapittel van Huy onder pastoraat van J. Bamps.
In mogelijk het begin van de 18e eeuw werden de huidige vensters vormgegeven.
In 1873 werd de sacristie gebouwd.
In 1898, 1899 en 1903 werden er aanpassings- en herstellingswerken uitgevoerd.
In 1921 vond er een restauratie plaats waarbij de toren werd verhoogd met een geleding.
In 1925 werd de toren opnieuw hersteld door Foucart. Ofwel in 1921 ofwel in 1925 werd de westgevel van de toren opengewerkt met een portaal en vensters. Tevens werd daarbij het oorspronkelijke portaal in de noordgevel gedicht. De doopkapel dateert waarschijnlijk ook uit deze periode.

## Inventaris
Het barokke hoofdaltaar, dat een schildering van de Calvarieberg bevat, is eind-17e-eeuws. De twee zijaltaren zijn van omstreeks 1700, het noordelijke bevat een geklede madonna met kind, het zuidelijke een gepolychromeerd beeld van Sint-Cornelius en de houten beelden van de Drie Moren van omstreeks 1600. Het doopvont is van omstreeks 1750 en het wijwatervat uit 1651.
De glas-in-loodramen zijn in 1926 vervaardigd door J. Peene-Delodder.
Op het kerkhof zijn enkele 17e- en 18e-eeuwse grafkruisen te vinden.